# Royaucourt-et-Chailvet
Royaucourt-et-Chailvet – miejscowość i gmina we Francji, w regionie Hauts-de-France, w departamencie Aisne.
Według danych na styczeń 2014 roku gminę zamieszkiwało 207 osób, a gęstość zaludnienia wynosiła 67,9 osób/km².